# Oxalis clausenii
Oxalis clausenii är en harsyreväxtart som beskrevs av A. Lourteig. Oxalis clausenii ingår i släktet oxalisar, och familjen harsyreväxter. Inga underarter finns listade i Catalogue of Life.